# Worldspan (CRS)
Worldspan ist ein amerikanisches Unternehmen, das am 7. Februar 1990 von den Fluggesellschaften Northwest Airlines, Delta Air Lines und der ehemaligen Trans World Airlines mit Hauptsitz in Atlanta gegründet wurde.
Es entstand auf Grundlage einer Vereinbarung der Fluggesellschaften ihre bisherigen Computerreservierungssysteme DATAS II von Delta Air Lines und PARS vom Trans World Airlines zu einem System zu vereinen. 1993 war die Einsatzzentrale in Atlanta voll einsatzbereit. Der dortige Großrechner hat eine Größe von zwei Fußballfeldern und verarbeitet die Anfragen in Echtzeit. 
Inzwischen hat das Unternehmen über zweitausend Mitarbeiter, unterhält Außenstellen in Südamerika und Kanada. In Frankfurt am Main befindet sich die deutsche Niederlassung. Worldspan, eines der vier großen, weltweiten Reservierungssysteme (neben Amadeus, Sabre und Galileo), wurde am 30. Juni 2003 an eine US-amerikanische Investmentgesellschaft verkauft. Am 21. August 2007 hat Travelport Inc., zu der auch der Worldspan-Mitbewerber Galileo gehört, Worldspan übernommen und begonnen, die beiden Reservierungssysteme zusammenzuführen.
Online-Reisebüros wie Expedia oder Orbitz nutzen das Computerreservierungssystem zur Buchung von Flügen, Hotels oder anderer Dienstleistungen.

## Arbeitsweise im Reisebüro
Um eine Verbindung zu dem Computersystem aufzubauen, benötigten die Benutzer eine gesicherte Leitung, zum Beispiel über eine Standleitung oder eine verschlüsselte Internetverbindung. Da Standleitungen mit nicht unerheblichen Kosten und Aufwand verbunden sind, geht der Trend vermehrt zu verschlüsselter Kommunikation über das Internet. Jeder Agentur wird ein dreistelliger alphanumerischer Code (genannt SID) zugewiesen, der einen Pool von Adressen für Endgeräte enthält, wie Computer oder Drucker für ATB2- oder E-Flugtickets. Über einen Emulator können angemeldete Teilnehmer mit Befehlen (Format) Informationen abfragen, wie zum Beispiel Fluginformationen, Preise oder das Wetter in der Zielregion.
Für jeden Fluggast wird ein Passenger Name Record mit erstellt, der im System gespeichert bleibt.
Beispiel: Ergebnis der Verfügbarkeitsanfrage für einen Flug von Frankfurt nach New York am 15. Dezember 2006.